# Chrysoperla deserticola
Chrysoperla deserticola is een insect uit de familie van de gaasvliegen (Chrysopidae), die tot de orde netvleugeligen (Neuroptera) behoort. 
Chrysoperla deserticola is voor het eerst wetenschappelijk beschreven door Hölzel & Ohm in 2003.